# Michel-Eugène Chevreul
Michel Eugène Chevreul (n. 31 august 1786, Angers, Regatul Franței – d. 9 aprilie 1889, Paris, Île-de-France, Franța) a fost un chimist francez, cunoscut mai ales pentru studiul acizilor grași și aplicațiilor acestora în artă și știință.

## Contribuții
I se atribuie descoperirea acidului margaric (în 1813), cu rol important în obținerea margarinei și crearea primului tip de săpun, realizat din grăsimi animale.
În ceea ce privește domeniul artelor vizuale, Chevreuil studiază culorile și formulează Legea contrastului culorilor.
A trăit aproape 102 ani, fiind în același timp un deschizător de drumuri în domeniul gerontologiei.
Pentru realizările sale, în 1857 primește Medalia Copley.

## Scrieri
- 1823, Recherches chimiques sur les corps gras d'origine animale.
- 1839, De la loi du contraste simultané des couleurs et de l'assortiment des objets colorés considéré d'après cette loi dans ses rapports avec la peinture, les tapisseries des Gobelins, les tapisseries de Beauvais pour meubles, les tapis, la mosaïque, les vitraux colorés, l'impression des étoffes, l'imprimerie, l'enluminure, la décoration des édifices, l'habillement et l'horticulture.
- 1864, De La baguette divinatoire, et des tables tournantes.
- 1882, Mémoire sur la vision des couleurs matérielles en mouvement de rotation et des vitesses numériques de cercles dont une moitié diamétrale est colorée et l'autre blanche, vitesses correspondant à trois périodes de leur mouvement à partir de l'extrême vitesse jusqu'au repos.
- 1856, Lettres adressées à M. VILLEMAIN sur la méthode en général et sur la définition du mot fait, Paris Garnier Frères Libraires Editeurs.

## Legături externe
- Chevreul on cyberlipid.org Arhivat în 10 august 2017, la Wayback Machine.
- Paper on Chevreul's life-long work on colour contrast by Prof Georges Roque, Paris Arhivat în 19 august 2019, la Wayback Machine.
- Chevreul's (1861) Exposé d’un moyen de définir et de nommer les couleurs. Atlas. Arhivat în 6 martie 2019, la Wayback Machine. - digital facsimile from the Linda Hall Library
- Chevreul's (1888) Des couleurs et de lueurs applications aux arts industriels a l'aide des cercles chromatiques Arhivat în 6 martie 2019, la Wayback Machine. - digital facsimile from the Linda Hall Library